# 朱鹤云
朱鹤云（1912年—1992年），男，壮族，广西田东人，中国人民解放军少将。曾参加百色起义，1949年后，担任中国驻越南军事顾问，指导越南人民军第304师参与宁平战役。后担任第一战车编练基地司令员和南京军区装甲兵副开发中心令员、司令员。1964年，晋升少将。